# اچ‌ام‌اس فینکس (ان۹۶)
اچ‌ام‌اس فینکس (ان۹۶) (به انگلیسی: HMS Phoenix (N96)) یک زیردریایی بود که طول آن ۲۸۹ فوت (۸۸ متر) بود. این زیردریایی در سال ۱۹۲۹ ساخته شد.